# Swiss made

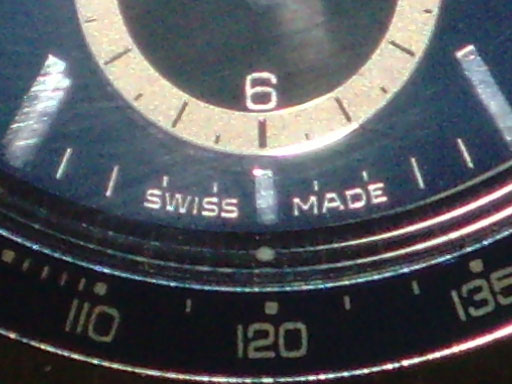
"Swiss made" su un cronografo TAG Heuer. Nel 2014, la Svizzera esporta 29 milioni di orologi, che rappresentano l'1,7% del numero totale degli esemplari venduti nel mondo, ma il 58% nel valore.

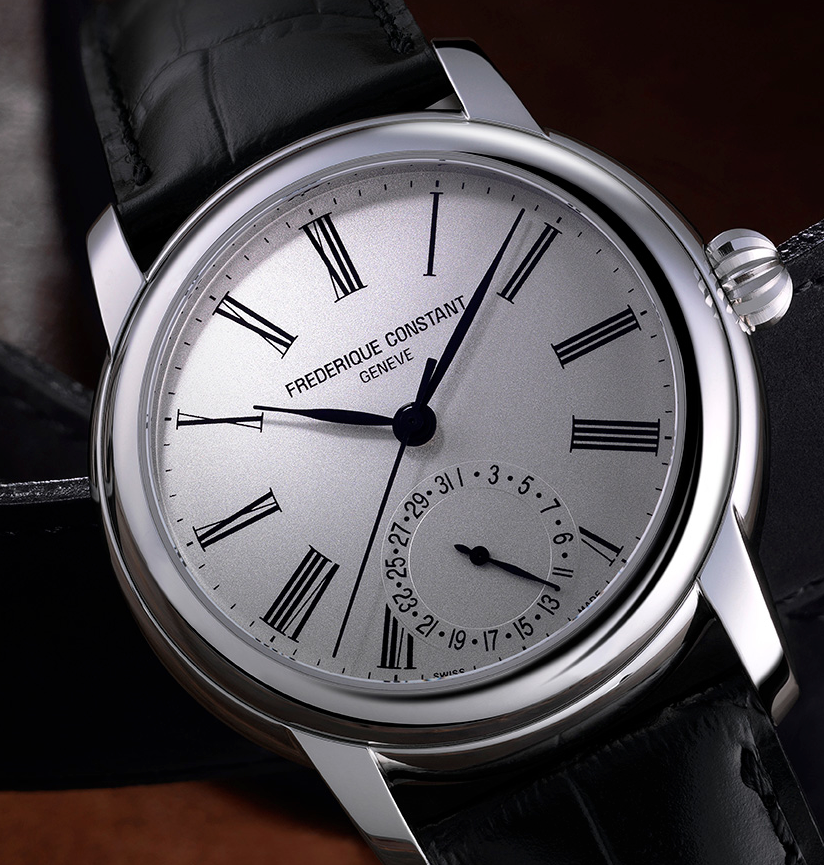
“Swiss made” (Prodotto in Svizzera) su un orologio di Frederique Constant

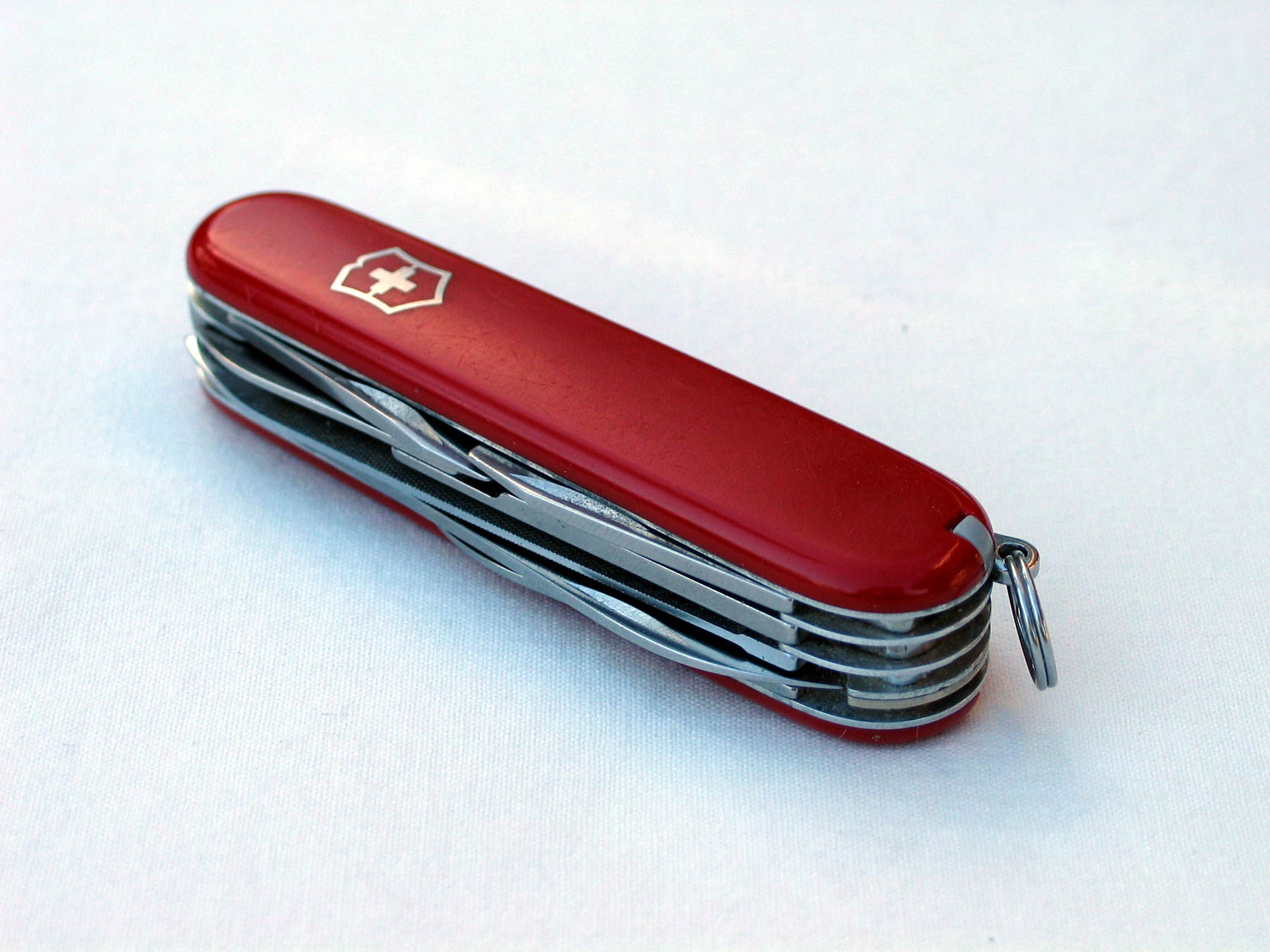
La croce svizzera su un coltello Victorinox.

Swiss made è un marchio indicante la provenienza di un prodotto realizzato in Svizzera.
Dal 2017, la legge dice:
- Per il cibo: 80% del peso degli ingredienti grezzi e il procedimento essenziale deve avvenire in Svizzera.
- Per prodotto industriali: 60% dei costi di manifattura e processo di fabbricazione essenziale in Svizzera.
- Per servizi: sede e amministrazione in Svizzera.

## Storia
Il termine Swiss made venne adottato nel tardo XIX secolo e unico rispetto agli altri di altri paesi che usano il "Made in ...". Il posto più facile dove trovare questa dicitura è sul prodotto di eccellenza dell'industria, gli orologi, tanti che per essi c'è una specifica ordinanza. La legge svizzera permette di usare i termini "Suisse", "produit suisse", "fabriqué en Suisse", "qualité suisse" o "Swiss", "Swiss Made", o "Swiss Movement". Su alcuni orologi di vecchia data appare solo "Swiss".
Esistono due leggi sulla materia del Swiss made. La prima, riguardante tutti i prodotti Swiss, è la Loi sur la protection des marques (LPM). La LPM all'articolo 50 esplicita l'Autorità per l'applicazione della seconda legge, Ordonnance du 23 décembre 1971 réglant l’utilisation du nom «Suisse» pour les montres, specifica per gli orologi.

## Orologi svizzeri
La legge svizzera determina l'uso dell'appellativo 'Swiss made'. Prima dell'introduzione di leggi dello Stato ovviamente alcuni orologi non rispettavano le regole imposte successivamente negli anni. La legge in vigore è quella  del 23 dicembre 1971..

### L'uso del termine Swiss sugli orologi da polso

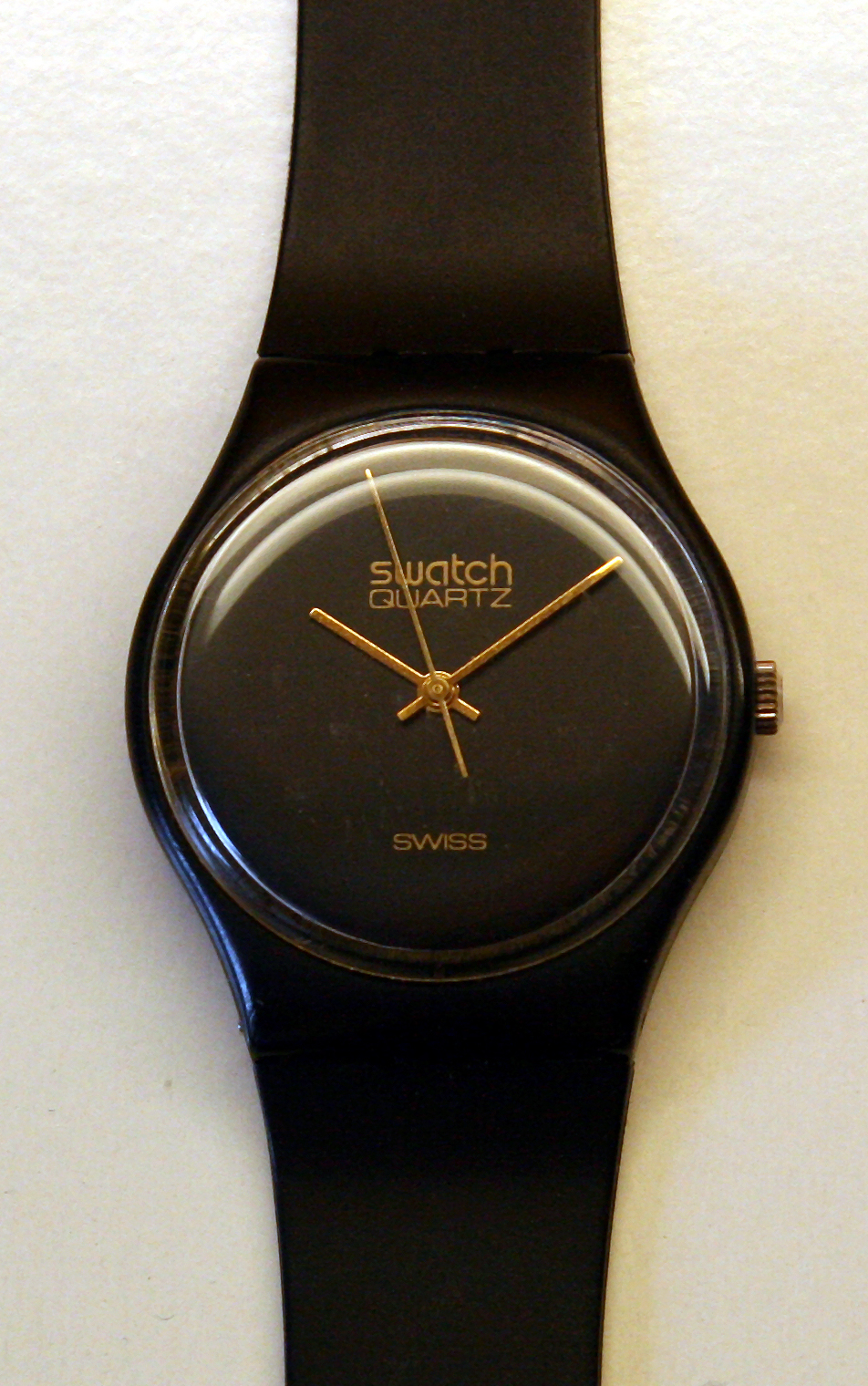
Swatch con "Swiss".

La legge "Ordonnance réglant l’utilisation du nom « Suisse » pour les montres" o  Verordnung vom 23 Dezember 1971 über die Benützung des Schweizer Namens für Uhren. definisce cosa sia un orologio da polso dalle dimensioni del suo movimento. La legge definisce cosa sia un orologio svizzero secondo gli aspetti sotto elencati.

#### Un orologio svizzero
In sintesi un orologio da polso svizzero è da considerarsi tale se il suo movimento è inserito nella cassa in Svizzera e che il controllo finale sia fatto da un Manufacture d'horlogerie in Svizzera.

#### Standard minimo
Quando si interpreta la legge dello Stato si deve intendere che la regola serve a definire uno standard minimo.
La legge venne modificata nel 1995 dal Consiglio Federale Svizzero secondo la legge  Des composants étrangers pour les montres..

### Swiss Made definito per legge

#### Orologio da polso svizzero
E' 'Swiss', secondo la legge se:
- Il movimento è svizzero
- Il movimento è stato incassato in Svizzera
- Il controllo finale del fabbricante è in Svizzera

#### Movimento svizzero
Il movimento è svizzero se:
- è assemblato in Svizzera e,
- il movimento è ispezionato in Svizzera e;
- i componenti sono svizzeri almeno al 50% del valore, senza tener conto dei costi di assemblaggio. Dal 1º gennaio 2017, il valore è al 60%.[2]

Se un orologio è per l'export ma non è fabbricato in Svizzera, ma incontra i criteri del movimento Swiss, l'orologio può portare il "Swiss Movement" ma non il Swiss Made.
Un orologio "Swiss Quartz" è considerato svizzero ma l'uso improprio da costruttori stranieri ne rende meno appetibile l'uso.

### Regola del 60% in orologi Swiss-made
La definizione di Swiss Made per gli orologi da polso risale all'ordinanza Federale del 29 dicembre 1971. Lo standard Swiss è spesso peggiorativo riferito alla regola del 60%. La famigerata Swiss Made Ordinance per molti anni è stata criticata dagli organismi di settore, in quanto ritenuta troppo lasca ( SR 232.11.).
It is not generally known that quite a few Swiss companies have watches assembled in China for export to North America, Asia and even Europe, where the brand name is more important than the “Swiss made” label. Such watches may consist of a Chinese case and a Chinese crystal, a Taiwan-made dial and metal bracelet and Japanese hands. If the movement is to be considered Swiss, 51% of its value must be Swiss and at least the last wheel must be added in Switzerland. Swiss watch brands without the “Swiss made” label are usually equipped with a Japanese movement. The “Swiss parts” label means that the movement is assembled in Asia using kits consisting at least partially of Swiss made components.

Nel 2003 e nel 2007 sono stati definiti nuovi stringenti parametri per lo "Swiss made." Questi parametri sono stati creati dalla Federation of the Swiss Watch Industry FH (FH). Trenta aziende si sono opposte tra esse la IG Swiss made.

#### Emendamento del 1995
Il Consiglio Federale svizzero nel 1995 ha modificato l'uso del "Swiss" per gli orologi. Questo per accordarsi con l'Unione Europea. Essenzialmente per poter mettere "Swiss made" su orologi stranieri.

#### Sviluppi
Nel 2007, la FH ha proposto una nuova interpretazione da dare allo Swiss made, in termini di criteri di valutazione.

Accordingly, any mechanical watch in which at least 80% of the production cost is attributable to operations carried out in Switzerland would be considered as a mechanical Swiss watch. For other watches, particularly electronic watches, this rate would be 60%. Technical construction and prototype development would moreover need to be carried out in Switzerland. Raw materials, precious stones and the battery would be excluded from the production cost. The Swiss movement in the existing ordinance already has a value criterion, namely the rate of 50%. Considering that here, too, the definition needs reinforcing, the draft amends these value criteria. For mechanical movements therefore, the rate would be at least 80% of the value of all constituent parts. For other movements, particularly electronic movements, this rate would be 60%. Technical construction and prototype development in Switzerland would also be a requirement in this case. The draft also stipulates other provisions concerning the definition of Swiss constituent parts and assembly in Switzerland.

#### Economia reale
Il valore minimo del 60% non è scelta casuale, il libero scambio con la UE detta questa scelta. LA FH propone anche di arrivare al valore del 80% per gli orologi meccanici.

## Altri prodotti

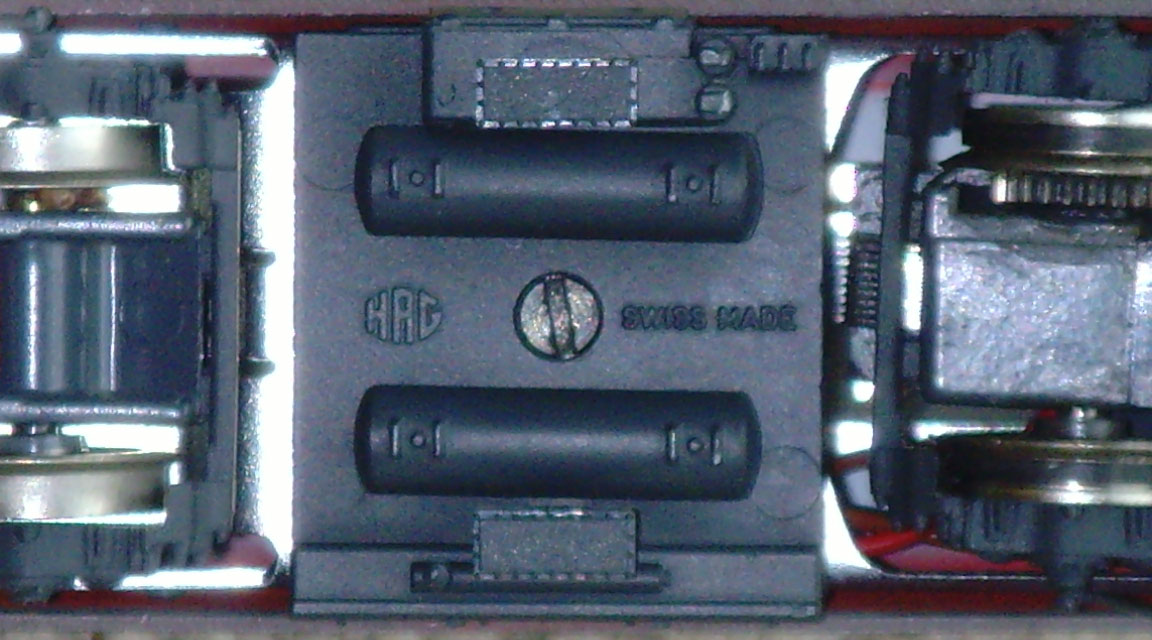
Lato inferiore di una locomotiva modellino HAG Modelleisenbahnen GmbH "Swiss made"

Il prodotto principe del "Swiss made" sono gli orologi da polso. Accanto agli orologi esiste anche l'uso per il software marchiato "swiss made".

### Principio
Il principio è ovviamente l'uso del termine "Switzerland," così come "Swiss", "Swiss quality", "Made in Switzerland", "Swiss made" o altri, solo per prodotti creati in Svizzera.

### Condizioni
L'uso di "Switzerland" o "Swiss" è regolato dalla legge svizzera secondo il principio del paese di origine.
Un prodotto è "Swiss Made" se:
- Almeno il 50% del valore aggiunto è svizzero (dal 1º gennaio 2017, 60%[2]).
- La maggior parte del processo produttivo avviene in Svizzera.

### Controversie
La Corte commerciale di St. Gallen dichiara che almeno il 50% del valore aggiunto del prodotto deve essere messo in atto in Svizzera.

### Processo produttivo essenziale
Secondo questi due esempi:

#### Sciarpe Swiss
Per una sciarpa che subisce un trattamento specifico in Svizzera, e solo quello, non può essere considerata Swiss made.

#### Penne stilografiche Swiss
Nelle penne stilografiche, il pennino è fondamentale. Ma la qualità dipende anche dalle altre parti. In accordo con questo principio una penna stilografica con pennino svizzero, e solo quello, non può essere considerata Swiss made.